# Winfried Weinelt
Winfried Wolfgang Weinelt (* 15. Juli 1922 in Altenbuch, Tschechoslowakei; † 26. Dezember 2003 in München) war ein deutscher Geologe.

## Leben
Weinelt studierte nach Wehrdienst (ab 1942) und Gefangenschaft und einer Zeit bis 1947 als Bergbaupraktikant Geologie an der Universität Würzburg mit dem Diplom 1953 und der Promotion 1955 (Petrologische Untersuchungen der mineralfaziellen Zustandsbedingungen im SW-Teil der Münchberger Gneismasse). Bis 1957 war er wissenschaftliche Hilfskraft in Würzburg und danach beim Bayerischen Geologischen Landesamt in München. 1964 wurde er Regierungsrat und 1969 Oberregierungsrat.
Er kartierte für die Geologische Karte von Bayern im Spessart mit Veröffentlichung der zugehörigen Erläuterungen, zur Geologie des Spessart und zu Lagerstätten.

## Schriften
- Geologische Karte 1:100.000 des Naturparks Spessart.
- mit Martin Okrusch u. a.: Erläuterungen zur geologischen Karte von Bayern 1:25.000, Blatt Nr. 6021 Haibach. München 1962, 1–246.
- mit Reinhard Streit u. a.: Erläuterungen zur Geologischen Karte von Bayern 1:25.000, Blatt Nr. 6020 Aschaffenburg. München 1971, 133, 1–398
- mit Ulrich Emmert: Erläuterungen zur Geologischen Karte von Bayern 1:25.000 Blatt Nr. 5935 Marktschorgast. 1962
- mit R. Streit, M. Okrusch: Erläuterungen zur Geologischen Karte von Bayern 1: 25 000. Blatt 5920 Alzenau i. Ufr. 1967
- mit M. Okrusch: Erläuterungen zur Geologischen Karte von Bayern 1:25.000 – Blatt Nr. 5921 Schöllkrippen. 1965.
- mit Peter Cramer: Geologische Karte von Bayern 1:25.000 Nr. 5922 von Frammersbach. 1978 (mit Erläuterungen)
- mit Egon Backhaus: Über die geologischen Verhältnisse und die Geschichte des Bergbaues im Spessart. In: E. Backhaus (Herausgeber): Beiträge zur Geologie des Aschaffenburger Raumes (= Veröffentlichungen des Geschichts- und Kunstvereins Aschaffenburg e. V., 10). 1967
- mit Siegfried Matthes, M. Okrusch: Das kristalline Grundgebirge des Vorspessarts. In: E. Backhaus (Hrsg.): Exkursionsführer zur 88. Jahrestagung des Oberrheinischen Geologischen Vereins vom 28. März bis 1. April 1967 in Aschaffenburg (Exkursion B). In: Nachr. Naturwiss. Mus. Stadt Aschaffenburg. Band 74, 1967, S. 21–57
- mit Joachim Lorenz: Der Basalt von Winzenhohl im südlichen kristallinen Vorspessart. In: Aufschluss 32, Heidelberg 1981, S. 25–27
- mit Joachim Lorenz: Ein neues Basaltvorkommen im südlichen kristallinen Vorspessart. In: Aufschluss 34, Heidelberg 1983, S. 405–406
- mit M. Okrusch: Das kristalline Grundgebirge im nördlichen Hochspessart auf Grund der Ergebnisse neuer Tiefbohrungen. In: Geologica Bavarica. Band 87, 1985, S. 39–60
- Die Geologie der Graphit-Lagerstätte Kropfmühl. In: Magma. Band 4, 1984, S. 52–56.